# Corticosteroide

Estructura química del cortisol, principal glucocorticoide secretado por la corteza suprarrenal humana y el esteroide más abundante en la sangre periférica.

Los corticosteroides (del lat. cortex, —ĭcis, corteza, y esteroide) o corticoides son una variedad de hormonas del grupo de los esteroides producida por la capa fascicular de la corteza de las glándulas suprarrenales y sus derivados.  Los efectos de los corticosteroides pueden dividirse en glucocorticoide y mineralocorticoide.
Los corticosteroides están implicados en una variedad de mecanismos fisiológicos, incluyendo aquellos que regulan la inflamación, el sistema inmunitario, el metabolismo de hidratos de carbono, el catabolismo de proteínas, los niveles electrolíticos en plasma y, por último, los que caracterizan la respuesta frente al estrés.
Estas sustancias pueden sintetizarse artificialmente y tienen aplicaciones terapéuticas, utilizándose principalmente debido a sus propiedades antiinflamatorias e inmunosupresoras y a sus efectos sobre el metabolismo.

## Efectos fisiológicos
Son productos de la zona fasciculada descargados bajo la influencia de la ACTH hipofisiaria. Influyen en el metabolismo de los hidratos de carbono acelerando la síntesis de glucosa a partir de precursores no glucídicos (gluconeogénesis). También activan el metabolismo proteico y movilizan los depósitos grasos. 
Los corticosteroides difunden a través de las membranas celulares y forman complejos con receptores citoplasmáticos específicos; estos complejos penetran en el núcleo de la célula, se unen al ADN (cromatina) y estimulan la transcripción del ARNm y la posterior síntesis de varias enzimas, que son las responsables en última instancia de los efectos sistémicos. Sin embargo, estos agentes pueden suprimir la transcripción del ARNm en algunas células (por ejemplo, linfocitos).

### Glucocorticoides para uso sistémico: características farmacológicas
Bases del tratamiento con glucocorticoides
| Fármaco           | Dosis equivalente (mg) | Potencia antiinfamatoria | Potencia para retención Na+ | Supresión del eje HHA (dosis/día - mg) | Vía de administración |
| Acción corta      | Acción corta           | Acción corta             | Acción corta                | Acción corta                           | Acción corta          |
| ----------------- | ---------------------- | ------------------------ | --------------------------- | -------------------------------------- | --------------------- |
| Hidrocortisona    | 20                     | 1                        | 1                           | 20-32                                  | Oral, im, iv          |
| Cortisona         | 25                     | 0.8                      | 0.8                         | 20-32                                  | Oral                  |
| Acción intermedia |                        |                          |                             |                                        |                       |
| Deflazacort       | 7.5                    | 4                        | 0.5                         | 9                                      | Oral                  |
| Prednisolona      | 5                      | 4                        | 0.8                         | 7.5                                    | Oral                  |
| Prednisona        | 5                      | 4                        | 0.8                         | 7.5                                    | Oral                  |
| Metilprednisolona | 4                      | 5                        | 0.5                         | 6                                      | Oral, im, iv, local   |
| Triamcinolona     | 4                      | 5                        | 0                           | 6                                      | Oral, im, local       |
| Parametasona      | 2                      | 10                       | 0                           | 2                                      | Im, local             |
| Fludrocortisona   | 2                      | 10                       | 125                         | 2.5                                    | Oral                  |
| Acción prolongada |                        |                          |                             |                                        |                       |
| Dexametasona      | 0.75                   | 25                       | 0                           | 1                                      | Oral, im, iv          |
| Betametasona      | 0.6                    | 25-30                    | 0                           | 1                                      | Oral, im, local       |

1. ↑  Vida media de 8-12 horas.
2. ↑  Vida media de 18-36 horas.
3. ↑  Vida media de 36-54 horas.

La potencia de la acción glucocorticoide y mineralcorticoide se establece en referencia a la de la hidrocortisona, que es de 1.

## Producción endógena
Estas hormonas son naturalmente producidas por el organismo humano en las glándulas suprarrenales, como es el caso de la corticosterona y la hidrocortisona o cortisol —ambas glucocorticoides—, o de la aldosterona —del grupo de los mineralocorticoides—.
Las sustancias corticoideas endógenas operan fisiológicamente en el cuerpo humano, en dosis pequeñas, para controlar situaciones de estrés orgánico y atenúan las respuestas del tejido a los procesos inflamatorios, revirtiendo los síntomas de la inflamación pero sin tratar la causa subyacente. Actúan inhibiendo la acumulación de células inflamatorias, incluso macrófagos y leucocitos, en las zonas de inflamación. También inhiben la fagocitosis, la liberación de enzimas lisosómicas, y la síntesis y liberación de diversos mediadores químicos de la inflamación.

## Administración exógena
Cuando se inicia el empleo de fármacos corticoides se corre el riesgo de interferir con la producción endógena corporal (que muchas veces suele ser suficiente para controlar el estrés orgánico inicial) e incluso en tratamientos repetidos, no controlados por un médico puede llegarse a suprimir la producción endógena con los graves riesgos que esto significa.
Los mecanismos de la acción inmunosupresora de los corticosteroides no se conocen por completo, pero pueden incluir la supresión o prevención de las reacciones inmunes mediadas por células (hipersensibilidad retardada) así como acciones más específicas que afecten la respuesta inmune. Por vía oral, se absorben en forma rápida y casi por completo, y por vía parenteral (IV-IM) el comienzo de la acción es rápido, con un efecto máximo a la hora de haber sido administradas. Su unión a proteínas plasmáticas es muy alta. La mayor parte de la sustancia se metaboliza principalmente en el hígado a metabolitos inactivos. Se elimina por metabolismo y ulterior excreción renal de los metabolitos activos.
Las indicaciones más frecuentes se dan en casos de insuficiencia adrenocortical, y enfermedades alérgicas, reumáticas, oftálmicas, respiratorias y neoplásicas.

## Evaluación riesgo-beneficio
Suprimir los mecanismos inflamatorios normales puede desencadenar problemas de salud más graves: si se emplean indiscriminadamente corticoides en el tratamiento de infecciones virales, se da el caso de que los virus infecciosos se desarrollen más rápido y más peligrosamente en el paciente.
Cuanto más tiempo se emplea un fármaco corticoide, mayores efectos secundarios se van a desencadenar. Otros efectos cutáneos derivados del uso tópico incluyen atrofias cutáneas, telangiectasias, estrías y cuadros cutáneos acneiformes o efectos sistémicos por absorción del corticoide.
Por eso los corticoides en la actualidad se usan bajo indicaciones médicas muy precisas. No deben emplearse para tratar resfriados comunes ni tampoco para aliviar las molestias producidas por un golpe. También está contraindicado su uso en procesos tuberculosos o luéticos en la zona de tratamiento, afecciones virales (vaccinia, varicela, herpes...).
Un médico debe hacerse responsable para dar inicio a un tratamiento corticoides y debe además supervisar estrictamente qué tiempo y con qué dosis será empleado el fármaco. Bajo ningún motivo debe un paciente reiniciar la terapia corticoide sin antes consultar con el médico tratante, e incluso si el paciente desea suspender el tratamiento corticoide, debe hacerlo siguiendo las estrictas indicaciones del médico que irá disminuyendo las dosis en forma lenta y progresiva.
El efecto de acción del corticoide depende del producto que se utilice. Hay variedades de corticoides que duran meses en el cuerpo humano después de una sola dosis y hay otras variedades de corticoides que son excretados en ocho horas después de su ingesta. Hay corticoides de inicio rápido que muchas veces pueden salvar una vida y hay corticoides de inicio muy lento. Hay corticoides inyectables y hay corticoides que se inhalan. Todos estos fármacos deben ser escogidos por el médico tratante.